# Versant
Versant es un sistema gestor de base de datos orientada a objetos (SGBDOO) desarrollado por Versant Corporation.

## Requerimientos del Sistema
- Lenguajes: C++, Java
- Sistemas Operativos:
  - Microsoft Windows 2000, XP, 2003
  - Sun Solaris 2.9, 2.10
  - IBM AIX 5.1, 5.3
  - HP-UX 11i
  - Red Hat RHEL 3.0, 4.0
- JDK 1.4, 1.5

## Objetos

### Tipos de Objetos
- Objeto genérico
- Objeto Instancia: Objeto que almacena datos
- Objeto Clase: Cuando se crea una clase Versant crea un objeto clase, o objeto esquema, que almacena la definición de tipos en la base de datos
- Objeto Versionado: Objeto que guarda las diferentes versiones, se llega desde un objeto instancia.
- Objeto transitorio: Solo existe cuando el programa que lo creó este en ejecución
- Objeto persistente: Un objeto que existe aunque el programa que lo creó no este en ejecución
- Objeto estándar: Objeto creado con el operador new de C++/Versant
- Objeto embebido: Objeto que es un atributo de otro objeto.
- Objeto inteligente: Objeto que selecciona automáticamente la versión correcta basándose en una configuración previa.

### Tipos Predefinidos
- Vstr: Permite almacenar uno o varios elementos básicos de tamaño variable
- Link: Almacena una referencia a otro objeto
- Link Vstr: Almacena varias referencias a objetos
- C/Versant: 
  - List: Almacena varios elementos de forma ordenada
- C++/Versant: 
  - Bi-Link: Almacena una referencia bi-direccional
  - Bi-Link Vstr: Almacena uno o varias referencias bi-direccionales
  - Array: Almacena una colección de elementos ordenados que son accedidos por un índice numérico
  - Set: Almacena una colección desordenada de elementos únicos
  - Dictionary: Almacena una colección que mapea claves de valores
  - List: Almacena varios elementos de forma ordenada
  - Date / Time: Tipos para almacenamiento de Fechas y Horas

Versant también tiene facilidades para poder usar tipos definidos por terceras personas a través de librerías

### Estado de los Objetos
- Transient/Persistent: A pesar de que los objetos se usan igual si están en modo Transient o en Persistent, Versant solo escribe en la base de datos si el objeto es Persistent
- Lock: El objeto puede tener un cerrojo establecido.
- Dirty: Cuando el objeto se cambia se marca como sucio, esto significa que será actualizado en el próximo commit
- Versioned: Mantiene todas las versiones que tenga un objeto. No se sobrescribe, se crea una nueva versión
- Configuration: Se pueden agrupar los objetos en configuraciones y luego acceder a toda la configuración a través de un smart object
- Checkout: Un objeto en este estado ha sido traído de la base de datos de manera que puedas trabajar tu solo con él durante un período extenso.
- Pin: Un objeto en estado Pin, se mantendrá en la caché de objetos.

### Relaciones de los objetos
- Embebidos: Una relación embebida sería equivalente a una "contiene-a". El objeto embebido está contenido en un objeto padre
- Inherente: Sirve para crear una jerarquía padre-hijo. Los hijos heredan métodos y datos de sus progenitores. Es una relación "es-un"
- Asociación: Con este tipo de relación se puede agrupar tipos de objetos similares. Ej: Un empleado forma parte de un departamento, esto sería una asociación de objetos del tipo empleado.

## Seguridad

### Tipos de Usuarios
- DBSA: Encargado de la instalación de Versant
- DBA: El usuario encargado de crear la base de datos.
- DB User: Usuarios que acceden a la base de datos

Se puede establecer un protocolo de autenticación propio

### Privilegios
- Acceso Público: Cualquiera puede acceder a la base de datos. No es necesaria autenticación
- Solo Lectura
- Lectura y Escritura

El acceso a las diferentes herramientas de Versant ya esta predefinido. No todos los usuarios pueden acceder a todas las herramientas

## Sesiones
Antes de usar una base de datos, método, tipo de datos u objeto persistente se tiene que abrir una sesión. Solo se puede abrir una sesión por proceso o hilo.
Al crear una sesión se crean los siguientes espacios en memoria:
- En memoria del cliente 
  - Object Cache: Mejora el acceso a objetos durante las transacciones
  - Object Cache Table: Una tabla de apuntadores a todos los objetos usados en la sesión
  - Session Tables: Almacena tus procesos, bases de datos conectadas y transacciones cortas y largas
- En memoria del servidor 
  - Server Page Cache: Se asocia con la base de datos de sesiones. Cada conexión guarda una página en esta caché que almacena los objetos más recientes.

Tipos de Sesiones:
- Standar: La sesión por defecto. Siempre se trabaja con transacciones cortas o largas y se usa el modelo estándar de bloqueo
- Shared: Se pueden usar múltiples procesos, ya que la memoria es compartida
- Multiple Threads on Multiple Sessions: Se pueden usar varios hilos en varias sesiones a la vez, cada sesión tendrá 0 o varios hilos
- Shared con alto rendimiento: En esta opción un proceso puede escribir mientras varios pueden leer.
- Optimistic Locking: Suprime el intercambio de objetos, previene las actualizaciones de cerrojos automáticas y provee de detección de colisiones.

## Integridad

### Transacciones
Versant soporta transacciones cortas y largas en el contexto de una sesión.
Las transacciones cortas son unidades lógicas de trabajo bajo el control de la aplicación. Una aplicación puede hacer explícitamente commit o roll back de una transacción corta o introducir un punto de guardado para la transacción. Cuando una sesión empieza o una transacción corta finaliza, una nueva transacción corta comienza automáticamente. Sin embargo, debes tener activados el login y el cerrojo de la base de datos. Si una transacción se trocea en más de una base de datos, se invoca automáticamente un commit en dos fases en el tiempo del commit. Las transacciones cortas cumplen con las propiedades ACID y dos más, estas son Coordinated, que hace que los objetos en una transacción estén bloqueados, y Ever-present, que te obliga a estar siempre en una transacción corta, cuando acaba una transacción corta comienza otra.
Las transacciones largas comienzan y finalizan por defecto cuando la sesión comienza y finaliza. Sin embargo, puedes entrar a una transacción larga previa, esto es hacer que la transacción larga continúe en una sesión siguiente especificando el nombre y tiempo de comienzo. Se puede cambiar entre múltiples transacciones largas parando y recomenzando sesiones.

### Cerrojos
Hay dos tipos de cerrojos para el control de concurrencia, cerrojos cortos y cerrojos persistentes.
Los cerrojos cortos se aplican sobre los objetos. Hay varios tipos de cerrojos cortos, como son de escritura, de actualización, de lectura (que pueden ser compartidos) y los llamados cerrojos nulos (usados para lecturas sucias). Se puede poner que las aplicaciones que esperan por un cerrojo acaben por tiempo. Los deadlocks en una sola base de datos son detectados y reportados inmediatamente por Versant. Usa un mecanismo de timeoup para detectar deadlocks entre múltiples bases de datos.
Los cerrojos persistentes se mantienen al final de las sesiones. Tenemos varios tipos de cerrojos persistentes: de escritura, de lectura y nulos. También se puede indicar si el cerrojo se puede romper por otras aplicaciones (hard) o no (soft).
Versant tiene un conjunto extenso de mecanismos de control de concurrencia y de tipos de cerrojos para activar y desactivar operaciones en el contexto de múltiples transacciones largas, mucho más extensos que los que pueda ofrecer actualmente cualquier SGBD relaccional. Esto hace posible ajustar los servicios de la base de datos evitando algunos comportamientos para ajustarse a los requerimientos de la aplicación. Sin embargo, esto es peligroso, hay que preparar bien una teoría de control de la concurrencia y unos modelos para bloquear comportamientos antes de empezar a ajustar el sistema de bloqueos de Versant.

### Commit en dos fases
Para asegurarse de la integridad se utiliza commits en dos fases. El commit en dos fases involucra un procedimiento en el que se comunican todas las bases para confirmar que se han guardado todos los cambios.

### Optimist Locking
Versant añade soporte de protocolos optimistas en casos de que se vayan a realizar pocas escrituras en la base de datos. Para poder usarlo hay que definirlo al iniciar la sesión.

### Multiversion
Versant almacena todas las versiones por las que haya pasado un objeto. Esto es una forma de mantener un log de todos los estados del objeto. Esto también facilita la utilización concurrente de un objeto, ya que la lectura de un objeto también crea una nueva versión.
En Versant hay tres tipos de estados para las versiones de un objeto:
- Transitorio: Puede ser modificado y eliminado.
- Working: No pueden ser modificados pero si eliminados
- Released: No se pueden ni modificar ni eliminar.

También se puede cambiar el estado de un objeto versionado, por lo que si realmente se querría borrar un estado Released habría que bajarlo antes a estado Working y luego borrarlo.

### Bi-Links
El tipo bi-links, mejora la integridad al poder referenciarse entre dos objetos de manera bi-direccional. Esto, además, permite más facilidades de borrado en cascada.

### Recogida de Basuras
Versant permite la eliminación de objetos no referenciados que no son de sistema de manera automática. Sin embargo hay que tener cuidado en tener todos los objetos referenciados o podemos perderlos. Una manera de evitar que un objeto se pueda por la recogida de basuras es definir una clase root (de sistema) y hacerlo hijo de esa clase.

### Deadlocks
Para evitar los bloqueos mortales Versant asigna un tiempo límite que puede estar esperando una transacción. Si ese tiempo es superado aborta la transacción y manda un aviso de posible deadlock

## Recuperación

### Copias de Seguridad
Versant provee dos mecanismos diferentes para realizar backups. El ADB puede hacer copias de seguridad en línea o incremental. Una copia de seguridad en línea solo puede ser usada para restaurar una base de datos corrupta a un estado correcto previo, cuando se hizo el backup. Un backup incremental tiene un diario de rollforward asociado, que mantiene guardado toda la actividad de la base de datos que ocurre entre operaciones de backup. Se puede usar este diario para llegar al punto de la última transacción errónea.

### Servidor de Tolerancia a Fallos
Se puede usar el Servidor de Tolerancia a Fallos Versant, que es un replicador síncrono, para mantener las bases de datos libres de errores. Los contenidos de una base de datos pueden ser duplicadas a otra base de datos local o remota para formar un par de bases de datos iguales. Cuando una base de datos no puede ser accedida Versant continúa usando la restante. Cuando la base de datos estropeada vuelve a un estado operacional, Versant automáticamente resincroniza las dos bases de datos. Sin embargo, hay algunas limitaciones en la replicación síncrona. Cada base de datos solo puede tener una única réplica. Las preguntas en curso y las notificaciones de eventossolo trabajan en una única base de datos y por tanto, no se transfieren a la base de datos que está en espera. No se pueden crear ni deshacer puntos de guardado o usar transacciones anidadas cuando se usa la replicación síncrona. Los cambios de esquema tienen que ser realizados cuando ambas bases de datos estén disponibles. Sin embargo, a pesar de estas limitaciones, la replicación síncrona es un mecanismo excelente para mantener una base de datos correcta. Alternativamente se puede implementar replicación asíncrona usando los mecanismos de notificación de eventos de Versant

## Optimización

### Índices
Versant usa índices para filtrar objetos de manera que las rutinas de las preguntas solo traen los objetos de interés del disco. Crear y actualizar rutinas también usa los índices para obligar a que haya restricciones únicas en los atributos de los objetos. Un índice se define en un único atributo de un objeto e indexa el atributo específico de todos los objetos de esa clase. Se pueden tener índices de árboles-B o hash. donde los índices de árboles-B son buenos para preguntas de rangos y suficientes para preguntas a campos clave y los índices hash son buenos para preguntas sobre campos clave. Sin embargo, hay varias restricciones y peculiaridades sobre índices que los hacen muy diferentes de los relacionales. Los índices no tienen nombres. Un índice solo se aplica a un único atributo. Un atributo solo puede tener dos índices: un B-tree y un hash. Un índice solo se aplica a una clase específica y no es heredable, por lo que hay que definir los índices correspondientes para todas las subclases. Algunos atribujos complejos como arrays fijos o estructuras de longitud fija no pueden ser indexados. 

### Clustering
Para optimizar los accesos a disco Versant provee facilidades para usar métodos de clustering. Este método agrupa los objetos que van a ser llamados juntos más frecuentemente en posiciones consecutivas de disco optimizando los accesos secuenciales.

### Manejo de memoria
Versant tiene varias facilidades para manejo de memoria que pueden ser usados por los ABDs y desarrolladores para ajustar el rendimiento. Por ejemplo, se pueden configurar sus cachés, y los objetos pueden ser sujetados a sus propias cachés. Igualmente, se puede configurar los logs, y los objetos pueden estar localizados en varios discos, incluso en dispositivos raw, para mejorar el rendimiento. Esto puede ser bien comparado con las facilidades dadas por el SGBD relacional más ajustable.

### Caché de operaciones frecuentes
Versant permite guardar los resultados de operaciones frecuentes en una caché de usuario, para optimizar los accesos a esos resultados siempre y cuando no se hayan modificado los objetos a los que hacen referencia esas operaciones frecuentes.

## Características varias

### Eventos
El mecanismo de notificación de eventos te permite seguir los objetos y clases y recibir una notificación cuando el objeto especificado se modifica o se borra. Asimismo te permite recibir un mensaje si se crea, modifica o borra una instancia o una clase. Versant usa esto en vez de los triggers, pudiendo configurarse y dependiendo ahora del nivel de aplicación. El número de eventos que se pueden configurar vendrá delimitado por el tamaño de la memoria compartida.

### Estadísticas
Versant proporciona gran cantidad de herramientas para crear estadísticas sobre la utilización de la base de datos. Luego estas estadísticas pueden ser debidamente utilizadas para optimizar los diferentes accesos.

### Internalización
Debido a la variedad de juegos de caracteres existentes, Versant ofrece la posibilidad de definir cuales utilizar, estando entre ellos el UTF-8, muy utilizado en la actualidad por permitir caracteres de diferentes alfabetos.

### Versant Query Languaje
Versant utiliza un lenguaje de consultas muy similar al OQL diseñado para consultas contra una base de datos orientada a objetos. Es asimismo muy similar a SQL (SELECT, UPDATE, DELETE,...)

### Interfaces
Debido a que ha sido creado de manera que se utilice por aplicaciones externas, Versant proporciona interfaces con los lenguajes de programación más utilizados, como son C, C++ y Java. Anteriormente también tenía interfaz con Smalltalk.

### Versant Multimedia Access
Por la necesidad actual de almacenamiento de datos multimedia, Versant da la opción a utilizar un módulo para poder usar datos de audio, video, imágenes, etc. VMA utiliza Verity Search para crear índices automáticamente para este tipo de datos.